# Законодательный корпус (Консулат и Первая империя)
По Конституции VIII года законодательный корпус (фр. Corps législatif) состоял из 300 депутатов и имел право принимать законы, выработанные в Государственном совете и прошедшие через Трибунат, на который возложена была обязанность критики законопроектов. Законодательный корпус ежегодно должен был собираться на четыре месяца.
Формально было восстановлено всеобщее избирательное право, но реально избиратели только косвенно участвовали в формировании органов государственной власти: избиратели коммуны делегировали 1/10 себя в т. н. коммунальный список, те — 1/10 в следующий, департаментский, 1/10 тех составляла национальный список, из которого назначались члены законодательного корпуса. 
Сенатус-консульт X года (1802) отнял у законодательного корпуса право утверждать международные договоры, оставив за ним лишь право утверждать законы, налоги и рекрутские наборы (конскрипции); но Наполеон обходил иногда и это право законодательного корпуса посредством сенатских постановлений, а в 1809 году не было даже сессии законодательного корпуса.
Сенатус-консульт XII года (1804), установивший во Франции Империю, кроме обыкновенных заседаний законодательного корпуса, в которых депутаты лишь голосовали за предложения правительства после защиты их представителями правительства и критики Трибуната, допустил непубличные общие комитеты законодательного корпуса, в которых разрешалось обсуждение законов. Когда Трибунат в 1807 году был уничтожен, его функции стали исполняться комиссиями законодательного корпуса.